# Akyazı
Akyazı ist eine Stadtgemeinde (Belediye) im gleichnamigen İlçe (Landkreis) der Provinz Sakarya und gleichzeitig eine Gemeinde der 2000 geschaffenen Büyüksehir belediyesi Sakarya (Großstadtgemeinde/Metropolprovinz) in der Türkei. Seit der Gebietsreform 2013 ist die Gemeinde flächen- und einwohnermäßig identisch mit dem Landkreis.
Akyazı liegt etwa 25 km südöstlich des Zentrums der Provinzhauptstadt Adapazarı. Geographisch befindet sich Akyazı an der Grenze von Bolu. Einige der ehemaligen Dörfer (jetzt Mahalle, also Stadtviertel/Ortsteile) wie zum Beispiel Sultanpinarı, Boztepe, Kuzuluk, Dokurcun und Altınoluk sind wegen ihrer Berge, Flüsse sowie ihrer Islama Köfte von touristischer Bedeutung.

## Verwaltung
Akyazi war ein Nahiye (Gemeinde) im Kreis (Kaza) Adapazari mit (Volkszählung 1940: 19.934 Einw.) 37 Dörfern (Köy). Durch das Gesetz Nr. 4642 wurden diese ausgegliedert und bildeten ab September 1944 einen eigenen Kreis im damaligen Vilâyet Kocaeli. Zur Volkszählung 1945 zählte man schon 59 Dörfer mit 33.016 Einwohnern. Die Provinz Sakarya wurde erst Ende 1954 gebildet.
(Bis) Ende 2012 bestand der Landkreis neben der Kreisstadt aus den vier Stadtgemeinden (Belediye) Altındere, Dokurcun, Küçücek und Kuzuluk sowie 42 Dörfern (Köy), die während der Verwaltungsreform 2013 in Mahalle (Stadtviertel, Ortsteile) überführt wurden, die 25 existierenden Mahalle der Kreisstadt blieben erhalten. Den Mahalle steht ein Muhtar als oberster Beamter vor.
Ende 2020 lebten durchschnittlich 1.262 Menschen in jeder dieser Mahalle, im Ömercikler Mah. mit 7.419 Einw. die meisten.

## Sonstiges
Die Industrie nimmt einen immer größeren Stellenwert ein. Eine große Mehrheit der Bevölkerung arbeitet in zunehmendem Maße in der industriellen Produktion. Des Weiteren sind mehrere große Unternehmen in Akyazı ansässig.
- Toyota (Autoindustrie)
- Goodyear (Reifenhersteller)
- Ülker (ein türkisches Lebensmittelunternehmen)
- EUROINTEM (Schnellzugfabrik)
- Otokar (LKW-Fabrik)
- LTB-Jeans (Jeanshersteller)
- Toprak Holding

## Söhne und Töchter der Stadt
- Rıdvan Çakır (1945–2017), Diplomat und Präsident der DİTİB
- Ali Nail Durmuş (* 1970), Fußballspieler, -trainer, -manager und Politiker
- Birol Hikmet (*  1982), Fußballspieler
- Mustafa Pektemek (* 1988), Fußballspieler